# Kijota
Kijota ist ein Verwaltungsbezirk (englisch Ward) des Distrikts Singida (DC) in der tansanischen Region Singida.

## Geografie
Kijota ist ein Bezirk im nördlichen Zentralteil von Tansania etwa 25 Kilometer Luftlinie nordöstlich der Regionshauptstadt Singida. Bei der Volkszählung 2022 lebten 11.777 Menschen in 2222 Haushalten auf einer Fläche von 83 Quadratkilometern.

### Nachbarbezirke
Der Bezirk grenzt an fünf Bezirke des gleichen Distrikts:
|         | Mtinko                                      |          |
| Ughandi | Kompassrose, die auf Nachbargemeinden zeigt | Makuro   |
|         | Ntonge                                      | Ilongero |

## Gliederung
Der Bezirk besteht aus vier Gemeinden (swahili Mtaa) mit 23 Orten (Kitongoji):
| Mitonto - Mitonto - Mitelo - Mitumba - Nambaro B - Mijuhu | Ikiwu - Ikiwu Kati - Mbura - Muungano - Nkwae - Matundi - Nambaro - Mitela - Mtumba - Mijuhu - Mitonto | Nduu - Utemini - Ujamaa - Mntumba - Mlimani | Kijota - Maliasili - Kijota Asili - Mwenge - Mlimani |

## Wirtschaft und Infrastruktur
- Aufforstung: In den Jahren 2011 bis 2015 wurden insgesamt rund 250.000 Bäume gepflanzt.[8]
- Tierhaltung: Der Nutztierbestand im Bezirk liegt bei 4500 Rindern, 4000 Ziegen, 2000 Schafen und 15.000 Hühnern (Stand 2016).[8]
- Bildung: Im Bezirk liegen drei weiterführende Schulen.[9] Die Kijota Secondary School[10] ist eine Tages- und Internatsschule, die Mikiwu Secondary School[11] eine reine Tagesschule. Beide sind staatlich und bilden Jugendliche bis zur 4. Stufe aus. Die Kijota Hill Girls Secondary School ist eine von der evangelischen Kirche geführte Internatsschule mit einer Ausbildung bis zur 6. Stufe.[12]
- Gesundheit: In der Gemeinde Ikiwu gibt es eine staatliche Apotheke.[13]